# Șerbănești (Olt)
Șerbănești ist eine rumänische Gemeinde im Osten des Kreises Olt, in der historischen Region Große Walachei.

## Lage
Șerbănești liegt auf einer Höhe von etwa 135 m und umfasst etwa 41 km². Angehörig sind die Dörfer Șerbănești (das Gemeindezentrum), Șerbănești de Sus und Strugurelu (früher Jarcaleti). Der nächste Bahnhof liegt etwa zwanzig Kilometer nördlich in Potcoava und bietet den Dörfern Anschluss an die Strecke Timișoara-Slatina-Pitești-Bukarest.

## Geschichte
Zum ersten Mal wurde der Ort am 23. Juli 1513 als Serbanesti erwähnt. Weitere Erwähnungen sind in den Jahren 1539 und 1717 festgehalten. 1780 wurden zwei Orte (Ober- und Unterșerbănești) kartographiert, so dass der Ort seit spätestens aus zwei Ortsteilen besteht.

## Sehenswürdigkeiten
Die rumänisch-orthodoxen Kirchen Sf. Ioan Botezătorul, im Gemeindezentrum etwa um 1874 errichtet und im eingemeindeten Dorf Șerbănești de Sus die Adormirea Maicii Domnului etwa um 1853 errichtet, stehen unter Denkmalschutz.